# Сидерокастро (крепост)
Сидерокастро (на гръцки: Σιδηρόκαστρον) е средновековна крепост в планината Ета, Централна Гърция. Сидерокастро се споменава за първи път през 1275 г. като един от замъците, отстъпени от владетеля на Тесалия Йоан I Дука на Атинското херцогство, като зестра на дъщеря му Елена Ангелина Комнина. Между 1318 и 1327 г. е завладян от каталонската компания, която превзема Атинското херцогство. Има сведение, че е окупиран от арванити през 1367 г., но независимо от това Сидерокастро остава във владение на различни каталонски семейства поне до 1382 г. и вероятно до османското завладяване на графство Салона през 1392 г. След това губи значението си като гранична крепост и е изоставен. 
Днес от средновековната крепост са се запазили само няколко останки от две защитни стени, минаващи в посока север-юг. 